# 見證巡迴演唱會
見證巡迴演唱會（英語：Witness: The Tour）是美國歌手凱蒂·佩芮的第四次巡迴演唱會，以宣傳她的第五張錄音室專輯《見證》巡演於2017年9月19日在加拿大蒙特利爾開始，於2018年8月21日在新西兰奧克蘭结束。佩芮在北美洲、南美洲、亞洲、歐洲、非洲和大洋洲共舉辦了115場演出。
2017年底，巡演位列《Pollstar》“2017年年終百強世界巡迴演唱會榜”第77名，估計全年票房收入為2810萬美元，動員266,300人次。

## 曲目列表

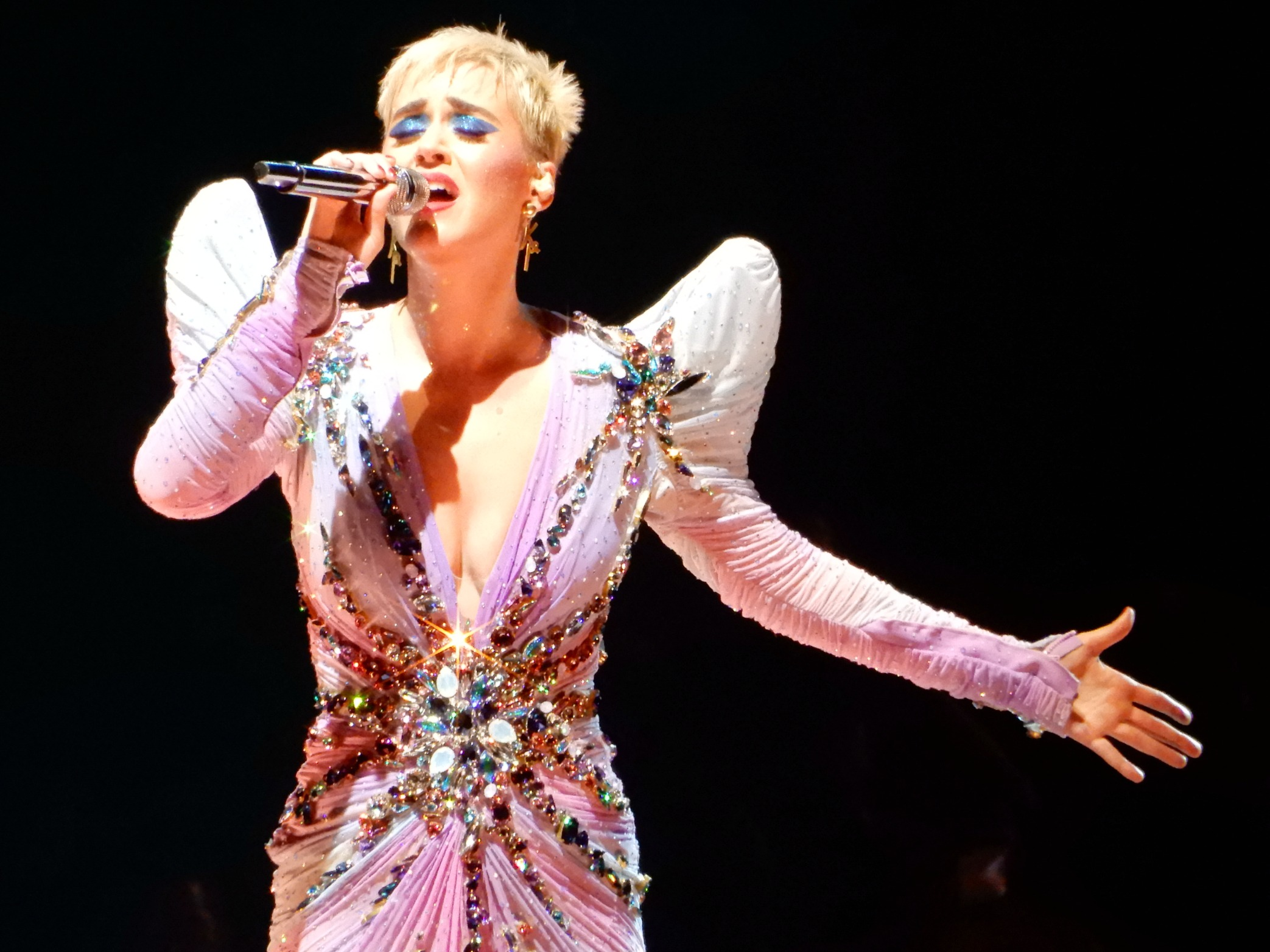
佩芮以《Firework》結束巡演。

曲目列表選自2018年1月10日聖安東尼奧場，並非所有場次均包含下列曲目。
1. In The Space
2. "Witness"
3. "Roulette"
4. "Dark Horse"
5. "Chained to the Rhythm"
6. Act My Age Interlude
7. "Teenage Dream"
8. "Hot n Cold"
9. "Last Friday Night (T.G.I.F.)"
10. "California Gurls"
11. "I Kissed a Girl"
12. Roses Interlude
13. "Déjà Vu"
14. "Tsunami"
15. "E.T."
16. "Bon Appétit"
17. Mind Maze Interlude
18. "Wide Awake"
19. "Thinking of You"
20. "Power"
21. Motorcyclist Interlude
22. "Part of Me"
23. "Swish Swish"
24. "Roar"

安可表演
1. "Firework"

- 在第一場演出中，佩芮未演唱《Wide Awake》。在部分場次中，佩芮在《Power》之前表演了《Save as Draft》，在《Part of Me》之前表演了《Hey Hey Hey》。[4]
- 2017年10月6日，佩芮在紐約市場次中《Power》之前表演了《Part of Me》的原音版，以作為對粉絲在2017年拉斯維加斯襲擊後觀看演出的感謝。[5][6]
- 在部分場次，佩芮以《Unconditionally》取代了《Thinking of You》的表演。2018年3月18日，佩芮在里約熱內盧同時表演了《Unconditionally》和《Power》，以作為對一周前被謀殺的人權活動家马里耶勒·佛朗哥的哀悼。佩芮亦邀請佛朗哥的親戚上台表達哀思。[7]
- 2018年3月27日，佩芮在埼玉市以《Into Me You See》取代了《Thinking of You》的表演。[8]
- 在部分場次，佩芮在《Firework》之前會表演《Pendulum》。[9]
- 2018年6月22日，佩芮在曼徹斯特場以《By the Grace of God》取代了《Into Me You See》的表演，作為對2017年曼彻斯特竞技场爆炸的緬懷。她亦在《Firework》的表演中緬懷了22名事件遇害者。[10]
- 2018年6月28日，佩芮在巴塞羅那場翻唱了瓊·奧斯伯恩（英语：Joan Osborne）的《One of Us（英语：One of Us (Joan Osborne song)）》，取代了《Into Me You See》的表演。[11]

## 外部連結
- #WitnessTheFuture with Boys and Girls Clubs of America （页面存档备份，存于） at KatyPerry.com